# Overlord (série de jeux vidéo)
Overlord est une série de jeux vidéo développée par Triumph Studios et Climax Studios (pour les épisodes sur Wii et Nintendo DS) et éditée par Codemasters.

## Principe général
La série permet de contrôler un personnage maléfique appelé "overlord" qui utilise une armée de créatures (appelées "larbins") pour arriver à ses fins.
Ce principe n'est pas valable pour le jeu Overlord : Les Larbins en folie où l'on contrôle directement les larbins.

## Liste des jeux
La série est actuellement composée de quatre épisodes :
- Overlord: Raising Hell (sorti en 2007 sur Xbox 360, PC et PlayStation 3)
- Overlord II (sorti en 2009 sur Xbox 360, PC et PlayStation 3)
- Overlord : Les Larbins en folie (sorti en 2009 sur Nintendo DS)
- Overlord: Dark Legend (sorti en 2009 sur Wii),
- Overlord: Fellowship of Evil (sorti en octobre 2015).